# Madonna Buder
Pour les articles homonymes, voir Buder.
Madonna Buder (sœur) née Marie Dorothy Buder le 24 juillet 1930 à Saint-Louis dans le Missouri est une religieuse catholique et triathlète américaine.
Surnommée Iron Nun, elle réussit  en 2009 à l'âge de 79 ans à être la femme la plus âgée à réaliser un Ironman dans les temps limites de course. Elle termine également à l'âge de 82 ans l'Ironman Canada en 2012.

## Biographie

### Jeunesse et ministère chrétien
Marie Dorothy Buder est née à Saint-Louis, Missouri, le 24 juillet 1930. Elle a fait ses études à l'Académie de la Visitation de Saint-Louis, une école catholique romaine dirigée par l'Ordre de la Visitation de Sainte Marie. Elle fréquente l'Université Washington de Saint-Louis où elle membre Alpha Iota d'un chapitre de Kappa Alpha Theta (ΚΑΘ). Elle entre dans un couvent de la Congrégation de Notre-Dame de Charité du Bon-Pasteur à l'âge de 23 ans. En 1970, elle quitte cette congrégation pour rejoindre 38 autres sœurs de milieux différents pour établir une communauté nouvelle et non traditionnelle de religieuses, la Sisters for Christian Community (en) à Spokane dans l'État de Washington.

### Carrière sportive
Madonna Buder  commence l'entrainement et la pratique du triathlon à l'âge de 48 ans à la demande du père John qui lui transmet l'idée que le sport est une façon de peaufiner la relation entre  « l'esprit et corps » ainsi que pour la détente et le calme qu'il peut apporter à un individu. Elle termine son premier triathlon à l'âge de 52 ans et son premier Ironman à 55 ans et continue à pratiquer sans discontinuer.
Madonna Buder est connue dans la communauté du triathlon pour ses nombreuses participations dans les catégories d'âge où elle termine plus de 325 triathlons, dont 45 Ironmans. Lors de l'Ironman d'Hawaï en 2005 et à l'âge de 75 ans, elle devient la femme la plus âgée à terminer la course, terminant une heure avant l'heure limite de fin de course. Sur la même épreuve en 2006, à l'âge de 76 ans, elle est de nouveau devenue la femme la plus âgée ayant jamais terminé la course, terminant avec un temps de 16 h 59 min 3 s. Elle y gagne le surnom amical  de : Iron Nun (sœur de fer).
Le 24 août 2008, elle participe à l'Ironman Penticton en Colombie-Britannique, au Canada, où elle ne parvient pas à terminer la course dans les 17 heures limite de course. Cependant, 371 jours plus tard, le 30 août 2009, elle termine l'Ironman Canada dans le temps record de 16 h 54 min 30 s. Cette réalisation abaisse son propre record de la plus vieille femme à terminer la distance Ironman. Elle a, pour cet exploit sportif, 79 ans. De fait, l'organisation Ironman doit ajouter de nouvelles tranches d'âge qui n'existaient pas au gré de l'avancement dans l'âge de la « Sœur de fer ». Elle prend part à 80 ans, une nouvelle fois à l'Ironman Canada de 2010 qu'elle ne peut terminer à la suite d'un problème de combinaison de natation. En 2011 sur cette même épreuve elle termine à deux minutes de la barrière temps vélo et ne réussit pas à le terminer.
Elle se prépare pour participer de nouveau à un triathlon Ironman en 2012, car elle veut ouvrir une catégorie d'âge de plus 80 ans et être la personne la plus âgée, masculine ou féminine à terminer un triathlon sur cette distance. Elle réussit et devient cette année-là, à l'âge de 82 ans, la personne la plus âgée à terminer une course du genre en clôturant l'Ironman Canada du 26 août 2012 en 16 h 32.
Elle établit un record précédemment détenu par Lew Hollander qui à 81 ans termine l'Ironman de Kona en 2011 en 16 h 45 min 55 s. Elle participe également avec deux autres octogénaires Lew Hollander et Bob Scott au championnat du monde d'Ironman, le 13 octobre 2012, mais elle et Bob Scott ne finissent pas la course.
Madonna Buder  participe lors de l'édition inaugurale du « Defi Penticton » organisé par Challenge Family et qui remplace l'organisation Ironman le 25 août 2013 au sein d'une équipe en relais ou elle réalise la partie vélo en 7 h 38 min 45 s. Lors du banquet des bénévoles et des athlètes, Felix Walchshofer directeur de l'organisation Challenge, l'invite à participer au Challenge Roth l'année suivante en tant que triathlète unique au monde.
En 2014, Madonna Buder est intronisée dans le Hall of fame d'USA Triathlon. En 2016, à l'âge de 86 ans, elle a participé à plus d’une cinquantaine de triathlons Ironman et à plus de 350 triathlons traditionnels. En 2018 et à l'âge de 88 ans, elle continue de participer à des compétitions de triathlon, comme le Saint Anthony's Triathlon une épreuve courte distance à laquelle est participe depuis 10 ans.
En 2022, à l'âge de 92 ans, elle participe à son 400e triathlon. Sur distance sprint dans la catégorie d'âge 90-94. Ajoutant une ligne à son palmarès, elle termine l'épreuve des championnats américain des classes d'âge, en 1 h 55 .

## Autres
- 2010 : Livre autobiographie La grâce de courir, sorti aux États-Unis[9]
- 2016 : Campagne de publicité pour la marque Nike pendant les Jeux olympiques d'été de Rio nommé « Unlimited Youth » (« jeunesse sans limite » en français)[9]